# مارینو جیرولامی
مارینو جیرولامی (ایتالیایی: Marino Girolami؛ ‏ ۱ فوریهٔ ۱۹۱۴ – ۲۰ فوریهٔ ۱۹۹۴) کارگردان اهل ایتالیا بود. 

## گزیده فیلم‌شناسی
وی کارگردان فیلم‌هایی همچون پیرنو دوباره می‌تازد، ممنوعه‌ترین دکامرون، زنت را به من قرض بده، پیرینو در مقابل همه، بدون کمی هرزگی به کجا می‌توانی برسی؟، دختر دبیرستانی با دوست پدرش کنار دریا، معلم علوم تجربی، سکس عمیق، میلیاردر میلان، همسر باکره، چیچو و فرانکو در سال اختلاف نظر، ممنون… مادربزرگ و خشم آشیل بوده است.